# フロリダ時間

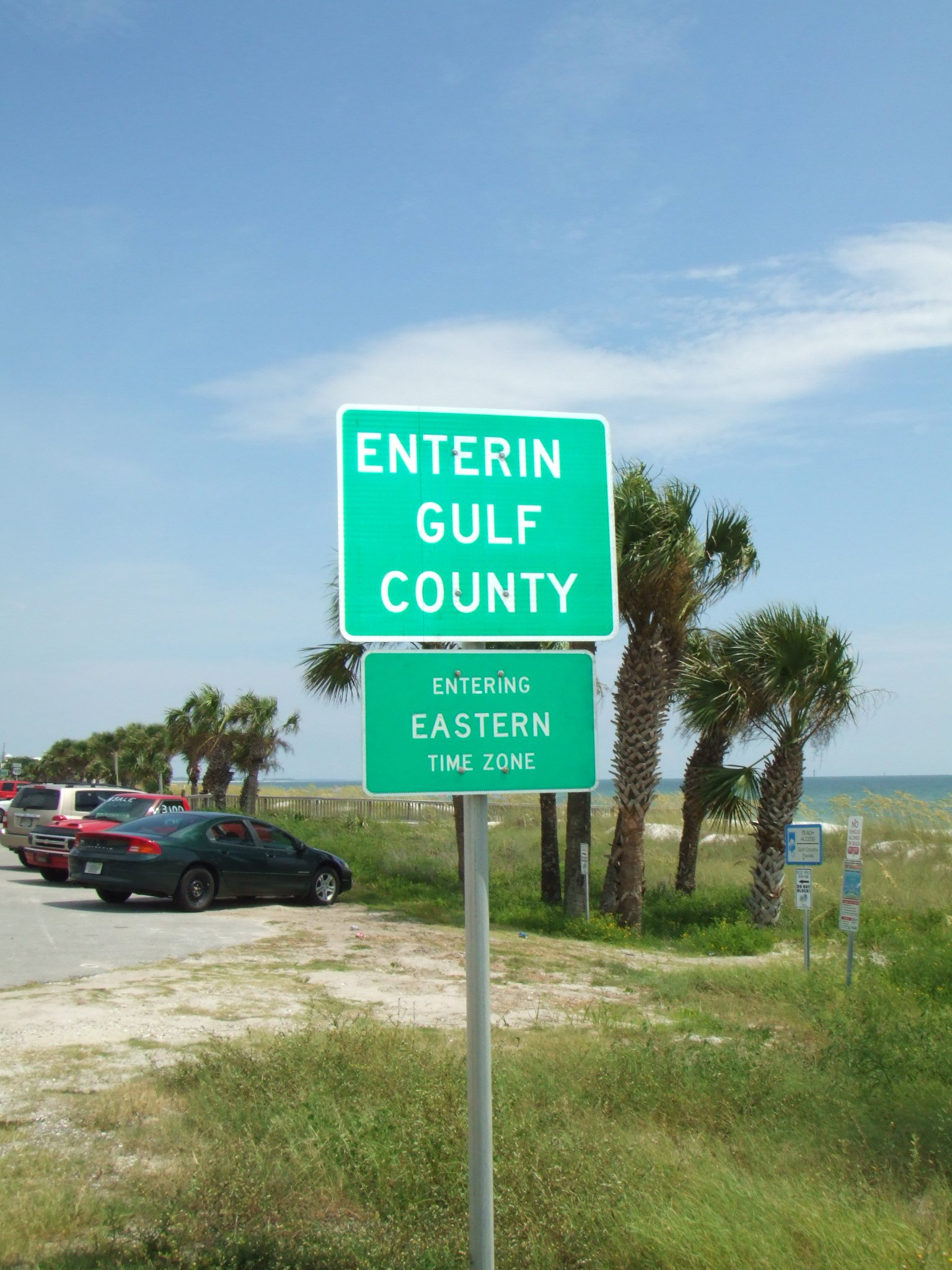
ガルフ郡の入口と東部標準時エリアへの入口を示す標識。

フロリダ時間（フロリダじかん）では、アメリカ合衆国フロリダ州の標準時について記す。フロリダ・パンハンドルと呼ばれる
- ベイ郡
- カルフーン郡
- エスカンビア郡
- ホームズ郡
- ジャクソン郡
- オカルーサ郡
- サンタローザ郡
- ウォルトン郡
- ワシントン郡
- ガルフ郡北部

は中部標準時（UTC-6）、夏時間に中部夏時間（UTC-5）を採用している。それ以外の地域は東部標準時（UTC-5）、夏時間に東部夏時間（UTC-4）を採用している。
なお、州全域で夏時間を実施している。

## tz database
tz databaseの2017年C版には、フロリダの2つの時間帯が含まれている。
| 国 | 座標            | TZ               | 解説       | 協定世界時との差 | 夏時間 | 備考 |
| -- | --------------- | ---------------- | ---------- | ---------------- | ------ | ---- |
| US | +415100-0873900 | America/Chicago  | 中部標準時 | -06:00           | -05:00 |      |
| US | +404251-0740023 | America/New York | 東部標準時 | -05:00           | -04:00 |      |